# 斯巴達克國際同性戀旅行指南
斯巴達克國際同性戀旅行指南（Spartacus International Gay Guide）是一部自1970年開始出版的面向男同性戀群體的旅行指南書籍。斯巴達克國際同性戀旅行指南提供英語、德語、法語、西班牙語、意大利語版，並提供專門面向男同性戀群體的商家信息。2017年，斯巴達克國際同性戀旅行指南出版了其最後一個紙本印刷版本，之後改為數位發行。